# Comuna Vilhoveț, Bohuslav
Vilhoveț (în ucraineană Вільховець) este o comună în raionul Bohuslav, regiunea Kiev, Ucraina, formată din satele Kalînivka, Polovețke, Semîhorî și Vilhoveț (reședința).

## Demografie
Componența lingvistică a comunei Vilhoveț
     Ucraineană (98,85%)
     Alte limbi (1,06%)
Conform recensământului din 2001, majoritatea populației comunei Vilhoveț era vorbitoare de ucraineană (98,85%), existând în minoritate și vorbitori de alte limbi.